# Авдон
Авдон, син Хилелов (хебр. עבדון בן הלל‎, Авдон бен Хилел), такође Авдон Пиратонац - библијска личност, један од судија Израела, син Хилела из Пиратона. Судио је народу осам година, познат по свом бројном потомству (Судије 12:13-15).
Пореклом из Пиратона (Пиратон). Као и његови претходници - Хешбон (Ивтсан) и Елон Завулонанин - борио се против Амонаца који су надирали преко реке Јордан.
Био је богат: његових четрдесет синова и тридесет унука имали су своје магарце. Сахрањен је на гори Амалику, која је у земљи Јефремовој.